# Michèle Gaëlle Mahouve
 (juillet 2022).
Michèle Gaëlle Mahouve, née le 19 février 1985, est une magistrate camerounaise, première reine des Batanga, peuple du Sud du Cameroun. 
Elle succède à son père Sa majesté Michel Mahouvé III décédé en janvier 2019. Elle est la première femme à succéder au trône de cette communauté. 

## Biographie
Michèle Gaëlle est magistrate de formation. Elle est diplômée de l’École nationale de l’administration et de la magistrature (ENAM), section magistrature. 
Substitut du procureur de la république, près des tribunaux de premières et grandes instances de Fako à Buea entre décembre 2014 et août 2020, d'août 2020 à février 2021, elle  occupe la fonction de substitut du procureur de la République près les tribunaux de première et grande instance de la Sanaga-Maritime à Edéa. 

### Chefferie
Michèle Gaëlle Mahouve est la première reine,,, du peuple Batanga au Cameroun. Elle est intronisée en février 2019 après la disparition de son père Sa majesté Michèle Mahouvé, décédé le 2 janvier 2019 des suites d'accident, tout comme la chanteuse Estelle Mveng. 